# Scottsville (Kentucky)
Scottsville è una città degli Stati Uniti d'America, situata nello Stato del Kentucky e in particolare nella contea di Allen, della quale è il capoluogo.